# OBSTACLE OVERTURE
『OBSTACLE OVERTURE』（オブスタクルオーバーチュア）は、川上稔による日本のイラストノベル。イラストはさとやす。電撃hp（メディアワークス）で2004年2月から連載、休載の後に電撃文庫MAGAZINEで連載され2011年4月にて一区切りとなる。

## 概要
著者による架空の世界観「都市世界」における「OBSTACLE」時代を取り扱った作品。物語部分は一部で、基本的に著者が創作した職業の業務内容・時代背景・衣装設定などを主体とする。電撃hpでの連載時は、作中の歴史において紹介した職業の著名人とその武器を紹介する「O.O.Varieties」も掲載されていた。

## あらすじ
ある日とある“見習い賢者”は、師匠から世界が滅びの危機に瀕している事を知らされ、調査の旅に出される。
その過程で、様々な職業を持つ女性達に出会っていく。

## 登場職業

### 電撃hp世代
初期の4種（4人）。共通して日本語訳の名前が用いられる。
見習い賢者（みならいけんじゃ）/Wiseman（ワイズマン）
職業内容

登場する個人
本編の語り部で職業解説担当。眼鏡をかけた蒼髪の少女。貧乳がコンプレックス。学業の傍ら団子屋で団子を焼いてバイトをしている。ツッコミ担当で豊富な方言を使って突っ込む。
ペット：サバミソ
狐火。師匠が前日に食べたものから名づけられた。知識を書いた書物が好物だが紙幣も食う。毎回新キャラクターがネタに使う。

聖騎士（せいきし）/Paladin（パラディン）
職業内容

登場する個人
見習い賢者が最初に出会った人物。黄緑色の髪をしたスタイルの良い女性で、自称バスト88。家柄は良いが手頃な後取りが居なかったために彼女が城仕えに回された。結構短絡的で身だしなみに頓着しない性格。両親に迫られた見合いから逃れるために見習い賢者の旅に同行する。荒事担当。
ペット：波風
馬。名前通りの行動で問題を起こし、城を壊しながら登場したために主と見習い賢者が追われる発端を作った。
O.O.Varieties：強襲騎士（きょうしゅうきし）/Knight-Assaulter

僧侶（そうりょ）/Priest（プリースト）
職業内容
神の力を代行する職業。職業・福祉を中心に働くが、神への供物が貨幣に統一されている為、銀行などの役割も担当。
登場する個人
金銭神に仕える銀行員。聖騎士の依頼で旅費を融資、後の依頼も考慮して旅に同行する。聖騎士曰く「守銭奴神」に仕える金の亡者で腹黒な性格。一見穏やかな物腰だが、町内の「ミス・しじみコンテスト」で魔術師に負けた腹いせに彼女を聖騎士に拉致させた。
ペット：コゼニ
クリーピングコインという金銭神の使い。外見は浮遊する金貨。
O.O.Varieties：神打僧侶（しんだそうりょ）
高位の神や魔神を殴る為の武装「対魔神打撃装備Pb-451“Punisher”」を奮う戦闘系僧侶。名手のエリア・オーネル神官長候補は「合掌女帝」と呼ばれ、巨大なバット型のPunisherを縦に振る事で密集させた敵軍を一網打尽にする戦術を編み出した。

魔術師（まじゅつし）/Mage（マギ）
職業内容
人の手による技術「魔術」を使う職業。神に頼らない技能から迫害を受けたり、国家に使い捨ての駒にされかけたりした歴史をもつ。
登場する個人
僧侶曰く「友人」。聖騎士により仕事帰りに誘拐された。「ですわ」口調で話すおっとり屋で、紫色の髪をした巨乳。発進時に魔女のホウキだけをすっ飛ばす失敗を繰り返して免許停止を何度も食らったエピソードで見習い賢者に知られている。シーフの姉。
ペット：ナカオチ
使い魔である黒猫。
O.O.Varieties：天落魔術師（てんらくまじゅつし）
防御フィールドと飛行機能を持つ武装「魔術師防御術強化杖Mss-012“Nemesis”」を使う魔術師部隊。敗走時の使い捨てにされようとしていたが、防御フィールドを張ったまま突撃する運用法で成果をあげた。この内で特に有名なのは“強引なる”ゼノ・カツライ魔術師隊長。

### 電撃MAGAZINE世代
5人目以降の職業（人物）。共通して英語訳の名前が用いられる。
工兵（こうへい）/Thief（シーフ）
登場する個人
魔術師の妹。街の塀の拡張工事をやっていた所を、僧侶に金で雇われてパーティーに参加する。胸は見習い賢者よりかはある程度。髪の色は茶色。
ペット：ピクルス
ネズミ。

衛士（えいし）/Soldier（ソルジャー）
登場する個人
戦士系の一族出身。しかし平和な時代で職が無く、衛士以外では犯罪者か山賊しかなかったために郊外の農村地帯を守護する衛士となった世知辛いエピソードの持主。不審者として追われる一行を関所で検問したが、僧侶に金で買収されてパーティーに同行する。自称「健康で健康で仕方が無い」。
ペット：シバヅケ

精霊使い（せいれいつかい）/Shaman（シャーマン）
職業内容
精霊と対話する古代術師。あくまでも話術が重要であり、また対話に用いるものとして酒を多用する。直接対話型と間接対話型の2種があり、また国家検定により「一般」「限定解除」「公務」の3種がある。
登場する個人
長い銀髪を垂らしたエルフの女性。関西弁で大酒飲みで陽気な性格。酒を買い込んだ後、通りかかったパーティーの馬車を精霊術で強引に止めてヒッチハイクする。
ペットサラダ
火の精霊サラマンダーの子供。他に水、風、土の精霊も連れている模様。

吟遊詩人（ぎんゆうしじん）/Bard（バード）
職業内容
旅して回る歌い手。各地で神事などの演奏をこなし一部の領主の保護を得る「土着型」と、近代で発生した流行歌や自分の歌を演奏しつつ古代の“音楽の力”を求める「都市型」の2種がある。また領主間の密使を担う事も多い。
登場する個人
小柄な少女。コギャル口調で口が軽く、密書を持っていることをばらしてしまったほど。歌いながら歩いていたら注意力散漫で谷から落ち、凍死しないように歌を歌っていたらパーティーの馬車に拾い上げられた。
ペット：バス
リス。バードが以前釣ったブラックバスの腹から出てきたらしい。

野兵/Ranger（レンジャー）
職業内容
受け持つ地域の自然・野生生物の保護を行う。郊外の森林地帯で生活している者が多く、地図作りなどにも貢献している。
登場する個人
長身でスレンダーな女性。極度に寡黙で無表情。獣系のキャラで、登場時はほぼ野性化していた。
ペット：鷹
名前は不明。

格闘家/Karateka（カラテカ）
職業内容
極東の格闘術を用いる超近接格闘家。投打極の三種格闘術を修めており、カラテカを名乗る免許皆伝の証として黒帯を身につけている、
登場する個人
かなり大雑把。武者修行中、海を渡るため海賊の船に密航するも見つかり、一騒動起こすも別の海賊船から砲撃される。その後浜に打ち上げられていたところを見習い賢者一行が発見。途中の街まで同行することに。
ペット：猿
名前は大聖。

ミコ/Miko（巫女）
職業内容
極東のシャーマン。精霊達を用いて加護と祓いを行う。
登場する個人
神託で呼び出された。スイカが入ったザックを担ぎ歩いていたところに見習い賢者一行が追いつき同道することに。おおきい。マニアック。一部ウケ

錬金術師/Alchemist（アルケミスト）
職業内容
科学者であり化学者。発明や古代技術研究の結果を用いる。
登場する個人
予言の塔で見習い賢者一行を待っていた。視力は低い。
ペット：ゴーレム
名前はグミキャン。

## モバイルゲーム
モバイル向けにゲーム化されている。オリジナルカードゲームが電撃モバイルによって提供。
基本無料だが、カードの入手は課金制になっている。2010年利用開始。Androidにも対応した。
本作を再構築して、『OO-FORMATION』として2016年に新たにスマートフォン（iOS・Android）ゲーム化されている。後日、著者の同じ『境界線上のホライゾン』の世界が、ゲーム内に追加アップデートされた。

## 関連書籍
前述のゲームの関連書籍『OO-FORMATION GUIDE BOOK Obstacle Overture』が2016年9月10日に発売された。攻略データの他に、電撃hp vol.28からvol.32、電撃文庫MAGAZINE vol.6からvol.11に掲載分の本作10話分が収録された。